# سوفينا
سوفينا ، (Société Financière de Transports et d'Entreprises Industrielles) ، هي شركة قابضة بلجيكية مقرها في بروكسل ولها مكاتب في سنغافورة . كجزء من مؤشر بل 20 ، تعد واحدة من أكبر عشرين رأس مال في بلجيكا. تستثمر الشركة في عدة قطاعات صناعية مثل الاتصالات (7٪) ، شركات المحافظ المالية ، البنوك والتأمين (6٪) ، الملكية الخاصة (6٪) ، الخدمات داخل الشركات (18٪) ، السلع الاستهلاكية (31٪) ، الطاقة (6٪) وتوزيع المواد الغذائية (8٪) وقطاعات أخرى مختلفة (10٪). جغرافياً ، تمتلك شركة سوفينا استثمارات في بلجيكا وفرنسا ولوكسمبورغ وهولندا والمملكة المتحدة والهند وأمريكا الشمالية . 
تمتلك الشركة ممتلكات في بيرة 91 و بايجوس و كوجينتا و كولريوت و دانون و ريشموند و إس سي اس اس ايه و سويس اس ايه و يورازيو  وكذلك في شركات الأسهم الخاصة ورأس المال الاستثماري ، من بين آخرين كامبريدج اسوسسيات و سكويا كابيتال . 

## روابط خارجية
- موقع سوفينا
- أخبار سوفينا
- للتاريخ والمحفوظات التاريخية للشركة ، انظر Association pour la Valorisation des Archives d'Entreprises
- الوثائق و القصاصات حول سوفينا في أرشيف صحافة القرن العشرين زد بي دابلو (قالب:PM20 )